# Točnica
Točnica je obec v okrese Lučenec v Banskobystrickém kraji na Slovensku.  Leží na jihozápadním úpatí Stolických vrchů v údolí potoka Točnica. Nejbližší města jsou Lučenec vzdálen 11 km južně a Poltár 19 km východně. Žije zde 392 obyvatel.
První písemná zmínka o obci pochází z roku 1467. V obci se nachází jednolodní klasicistní evangelický kostel bez věže z roku 1806, budova bývalé evangelické školy a dřevěná zvonice z roku 1791.